# Fransures
Fransures – miejscowość i gmina we Francji, w regionie Hauts-de-France, w departamencie Somma.
Według danych na rok 1990 gminę zamieszkiwały 84 osoby, a gęstość zaludnienia wynosiła 20 osób/km² (wśród 2293 gmin Pikardii Fransures plasuje się na 913. miejscu pod względem liczby ludności, natomiast pod względem powierzchni na miejscu 949.).